# ちれんぶ

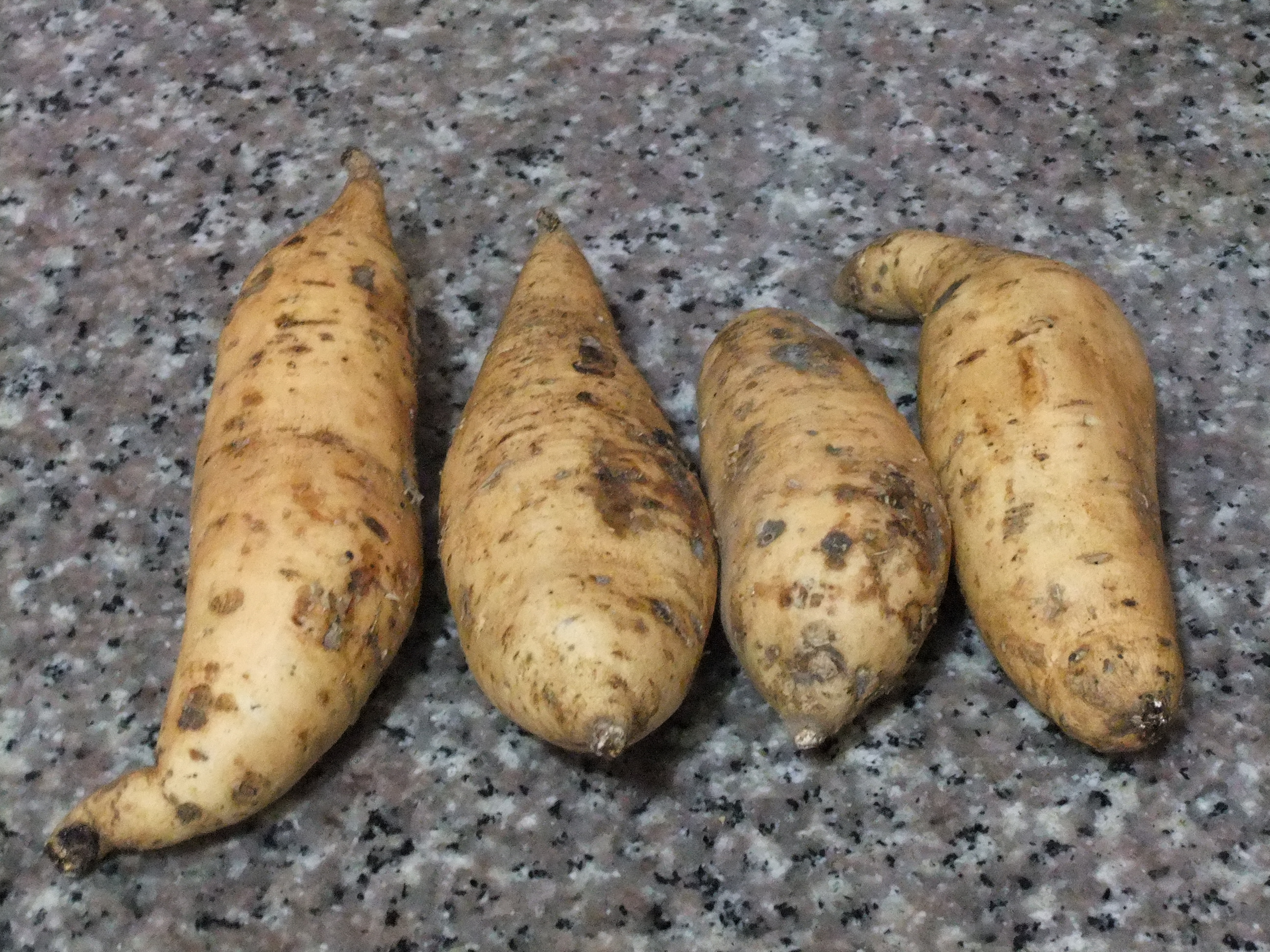
ちれんぶさつまいも

ちれんぶとは（cilembu）は、インドネシアの西ジャワ州バンドン周辺にあるCilembuという村でしか栽培されていないサツマイモ。